# Diadegma dinianator
Diadegma dinianator là một loài tò vò trong họ Ichneumonidae.